# Lijst van burgemeesters van Sappemeer
Dit is een lijst van burgemeesters van de voormalige Nederlandse gemeente Sappemeer in de provincie Groningen. Sappemeer is in 1949 samengegaan met Hoogezand in de nieuwe gemeente Hoogezand-Sappemeer.
| Ambtsperiode | Naam burgemeester                                               | Partij of stroming | Bijzonderheden                                                                           |
| ------------ | --------------------------------------------------------------- | ------------------ | ---------------------------------------------------------------------------------------- |
| 1811 - 1825  | Tidde Jans Blaauw                                               |                    |                                                                                          |
| 1825 - 1850  | Christiaan Hartman Busmann                                      |                    |                                                                                          |
| 1850 - 1853  | Onno Oving                                                      |                    | ovl. 24 juli 1853                                                                        |
| 1853 - 1863  | Hendrik Jans Boelmans ter Spill                                 |                    |                                                                                          |
| 1863 - 1893  | Tunnijs Venema Azn.                                             |                    | was gemeenteontvanger van Sappemeer                                                      |
| 1893 - 1893  | mr. Tammo Sijtse Bakker                                         |                    | ovl. 1 augustus 1893                                                                     |
| 1893 - 1911  | mr. Gerhardus van Kregten                                       |                    | oud-burgemeester van Winschoten                                                          |
| 1912 - 1917  | mr. Dirk Laurens de Koe                                         | Liberaal           |                                                                                          |
| 1917 - 1925  | mr. Evert Jan Thomassen à Thuessink van der Hoop van Slochteren | CHU                | was raadslid van Slochteren en statenlid van Groningen, werd burgemeester van Slochteren |
| 1925 - 1927  | Henderikus Johannes (Henk) Eikema                               |                    | was burgemeester van Oldehove, ovl. 26 april 1927                                        |
| 1927 - 1943  | Albert Jonkeren                                                 |                    | was burgemeester van Termunten                                                           |
| 1943 - 1945  | B.J. van Ham                                                    | NSB                |                                                                                          |
| 1945 - 1945  | Albert Jonkeren                                                 |                    |                                                                                          |
| 1945 - 1949  | Albert Willem Stronkhorst                                       | PvdA               | werd burgemeester van Zuidhorn                                                           |